# Koblenz
Koblenz (også Coblenz i præ-1926 tysk stavning) er en tysk by med 106.417 indbyggere (ultimo 2009), der ligger på den vestlige bred af Rhinen, hvor Mosel flyder ud i Rhinen.
De to floder løber sammen ved landtangen Deutsches Eck, hvorpå der i 1897 blev bygget en 37 meter høj rytterstatue af kejser Wilhelm 1.
Koblenz blev etableret som en militærpost af Drusus omkring 8 f.Kr., og byen fejrede sit 2.000-års-jubilæum i 1992.
Mange millioner bomber blev kastet ned over Nazityskland, og i december 2011, hvor vandstanden i Rhinen var særligt lav, dukkede to bomber fra 2.verdenskrig op: En engelsk bombe på 1,8 ton og en mindre amerikansk bombe. Fundet førte til, at man i Koblenz gennemførte den største masseevakuering siden krigen. Den mindre amerikanske bombe blev sprængt på stedet. Den store bombe blev desarmeret.